# Дачієв Хансултан Чапаєвич
Хансултан (Хансолта) Чапаєвич Дачіев (12 грудня 1922 року, село Герзель-Аул, Гудермеський район, Чеченська автономна область, Горська АРСР, РРФСР — травень 2001, Гудермес, Чеченська Республіка, Росія) — молодший лейтенант Радянської Армії, учасник Німецько-радянської війни, командир взводу кавалерійської розвідки, Герой Радянського Союзу (1944).

## Біографія

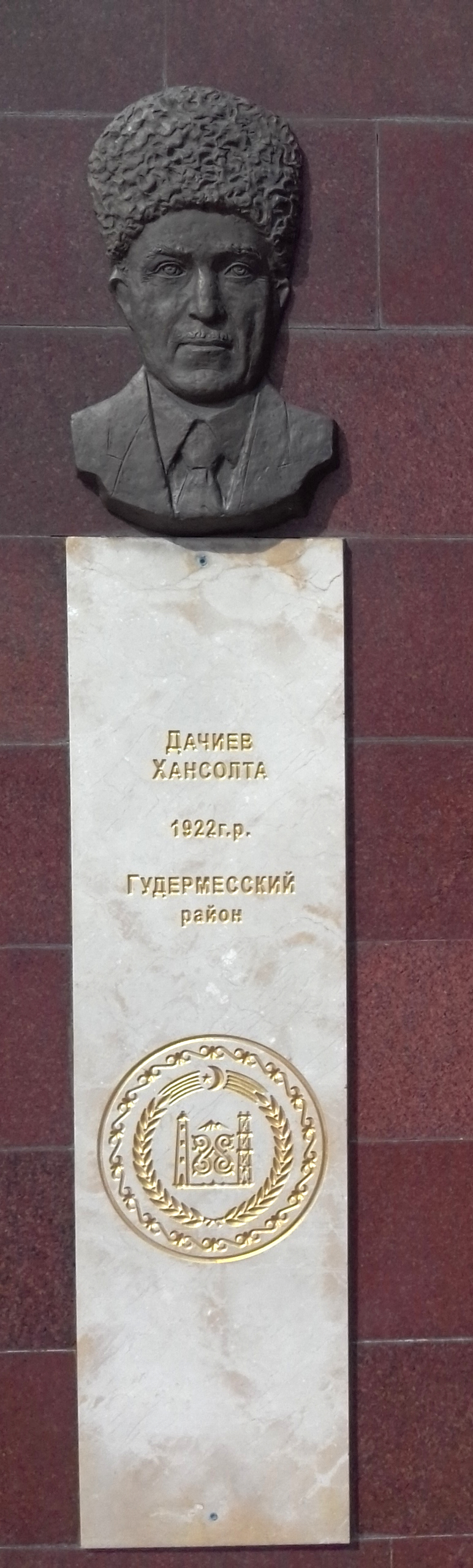
Герой Радянського Союзу Хансултан Дачієв. Барельєф у Меморіалі слави (Грозний).

Хансултан Дачієв народився 12 грудня 1922 року в селі Герзель-Аул (нині Гудермеський район Чечні) в сім'ї селянина. Закінчив п'ять класів школи. Працював секретарем сільради. У 1941 Дачієв був призваний на службу в Робочо-селянську Червону Армію. З червня 1942 — на фронтах Німецько-радянської війни. До вересня 1943 року гвардії червоноармієць Хансултан Дачієв був розвідником 58-го гвардійського кавалерійського полку 16-ї гвардійської кавалерійської дивізії 7-го гвардійського кавалерійського корпусу 61-ї армії Центрального фронту. Відзначився під час битви за Дніпро.
У ніч із 23 на 24 вересня 1943 року Дачієв із товаришем переправився через Дніпро у районі села Нивки Брагінського району Гомельської області Білоруської РСР. На західному березі він розвідав ворожу оборону на глибину до двох кілометрів, а потім, незважаючи на масований ворожий вогонь, успішно доставив цінні розвідувальні дані до штабу полку. Дії Дачієва дозволили всій дивізії з ходу переправитися через Дніпро 26 вересня 1943.
Указом Президії Верховної Ради СРСР «Про присвоєння звання Героя Радянського Союзу генералам, офіцерському, сержантському та рядовому складу Червоної Армії» від 15 січня 1944 року за «зразкове виконання бойових завдань командування на фронті боротьби з німецькими загарбниками» і виявленими при цьому відвагою червоноармієць Хансултан Дачієв був удостоєний звання Героя Радянського Союзу з врученням ордена Леніна та медалі «Золота Зірка» за номером 3201.
1944 року Дачієв закінчив Новочеркаське кавалерійське училище. Командував шабельним, потім стрілецьким взводом. Брав участь у штурмі Берліна. У 1946 році у званні молодшого лейтенанта Дачієва було звільнено в запас. Проживав у місті Джалал-Абад Ошської області Киргизької РСР.
Працював у торгівлі. У 1952 році написав Лаврентію Берії листа з проханням реабілітувати чеченський народ. Йому приписали розтрату та посадили на 20 років. Під час арешту забрали його парадний костюм разом із усіма нагородами. Указом Президії Верховної Ради СРСР від 24 травня 1955 Хансултан Дачієв був позбавлений звання Героя Радянського Союзу.
Кілька років відбував термін у Східлагу Свердловської області. Було звільнено після того, як Мовлід Вісаїтов, який працював тоді у МВС Чечено-Інгуської АРСР, написав клопотання про помилування. 21 серпня 1985 року, після того, як Дачієв написав листа Михайлу Горбачову, був поновлений у цьому званні і йому було повернуто всі нагороди.
Коли під час другої чеченської війни вийшла постанова Думи про амністію добровільно сформованих зброї, Дачієв ходив із цією постановою і закликав бойовиків припинити бойові дії. Понад сто людей дослухалися до його заклику.
Переніс два інфаркти. Останні роки жив у Гудермесі. Помер у травні 2001 року.
Був нагороджений орденами Вітчизняної війни 1-го ступеня, Червоної Зірки, а також низкою медалей.

## Пам'ять
- Письменник Хож-Ахмед Берсанов написав книгу «Стальная искра», присвячену долі Хансултана Дачієва[5].
- Вулиці імені Хансултана Дачієва є в Грозному[6], Гудермесі[7], в селах Енгель-Юрт[8] та Джалка[9], в селищі Ойсхара[10] та низці інших населених пунктів Чечні.
- У Меморіалі слави у Грозному встановлено барельєф Хансултана Дачієва.